# Зональна сільська рада
Зона́льна сільська рада (рос. Зональный сельский совет) — сільське поселення у складі Зонального району Алтайського краю Росії.
Адміністративний центр — село Зональне.

## Населення
Населення — 3776 осіб (2019; 3887 в 2010, 4128 у 2002).

## Склад
До складу сільської ради входять:
| Населений пункт       | Населення, осіб (2002) | Населення, осіб (2010) |
| --------------------- | ---------------------- | ---------------------- |
| Зональне, село        | 3528                   | 3402                   |
| Нова Михайловка, село | 355                    | 297                    |
| Урожайний, селище     | 245                    | 188                    |